# Bolitoglossa nigrescens
Bolitoglossa nigrescens is een salamander uit de familie longloze salamanders (Plethodontidae). De soort werd voor het eerst wetenschappelijk beschreven door Edward Harrison Taylor in 1949. Oorspronkelijk werd de wetenschappelijke naam Magnadigita nigrescens gebruikt.

## Verspreiding en habitat
De salamander komt voor in delen van Midden-Amerika en leeft endemisch in Costa Rica.
Bolitoglossa nigrescens leeft in de nevelwouden van noordelijke deel van de Cordillera de Talamanca op hoogtes tussen de 1650 en 3000 meter. Aanvankelijk waren er ook waarnemingen gerapporteerd uit het zuidwesten van Costa Rica en in het gebied rond de vulkaan Chiriquí in Panama, maar nieuw wetenschappelijk onderzoek toonde aan het op deze locaties om de nauw verwante soorten Bolitoglossa sombra en Bolitoglossa magnifica gaat.